# Петровский район (Крым)

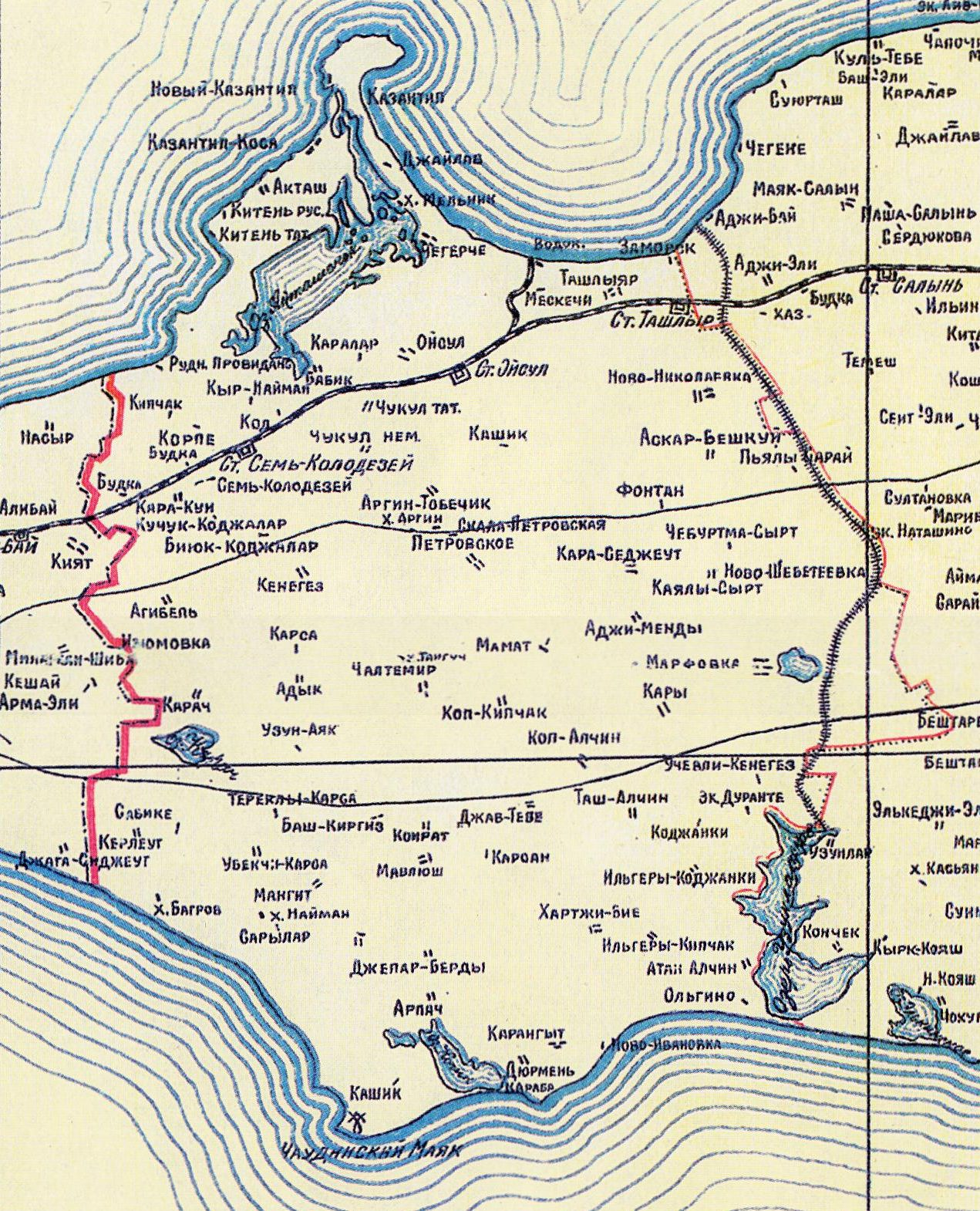
Карта Петровского района. 1922 год

Петро́вский райо́н (крымскотат. Petrovskoye rayonı, Петровское районы) — упразднённая административно-территориальная единица Крымской АССР с центром в селе Петровское, существовавшая с 1921 по 1923 год. Занимал территорию на западе Керченского полуострова и восточную часть Ак-Монайского перешейка.
Постановлением Крымревкома № 206 «Об изменении административных границ» от 8 января 1921 года была упразднена волостная система и из Феодосийского уезда был выделен Керченский (степной) уезд, в котором, в примерных границах бывшей Петровской волости, в числе 20 непоименованных районов, был образован Петровский район. Есть версия, что 22 июня 1921 года Петровское было переименовано в Ленинское и, соответственно, Петровский район в Ленинский. На основании постановления ВЦИК РСФСР в 1923 году в Крыму (после ликвидации округов) были утверждены 15 районов, в свете которого Петровский район был включён в состав Керченского.